# Prnjavor (gmina Trstenik)
Prnjavor (cyr. Прњавор) – wieś w Serbii, w okręgu rasińskim, w gminie Trstenik. W 2011 roku liczyła 318 mieszkańców.